# Sinkanszen 400-as sorozat
A Sinkanszen 400-as sorozat egy nagysebességű Sinkanszen japán villamosmotorvonat-sorozat volt, mely az 1992-ben megnyílt új Jamagata Sinkanszen vonalon közlekedett. Hívják még Mini-Sinkanszennek is, mivel nem a törzshálózaton, hanem egy leágazásán közlekedik.
Összesen 84 járműegység épült, melyből 12 db 7 kocsis motorvonatot állítottak össze. A járművek telephelye Yamagata volt. Gyorsulásuk 1,6 km/h/s, lassulásuk 2,6 km/h/s volt. 2010. április 18-án, 18 év szolgálat után, selejtezték a sorozatot. Helyüket a Sinkanszen E3 vette át.

## Utastér

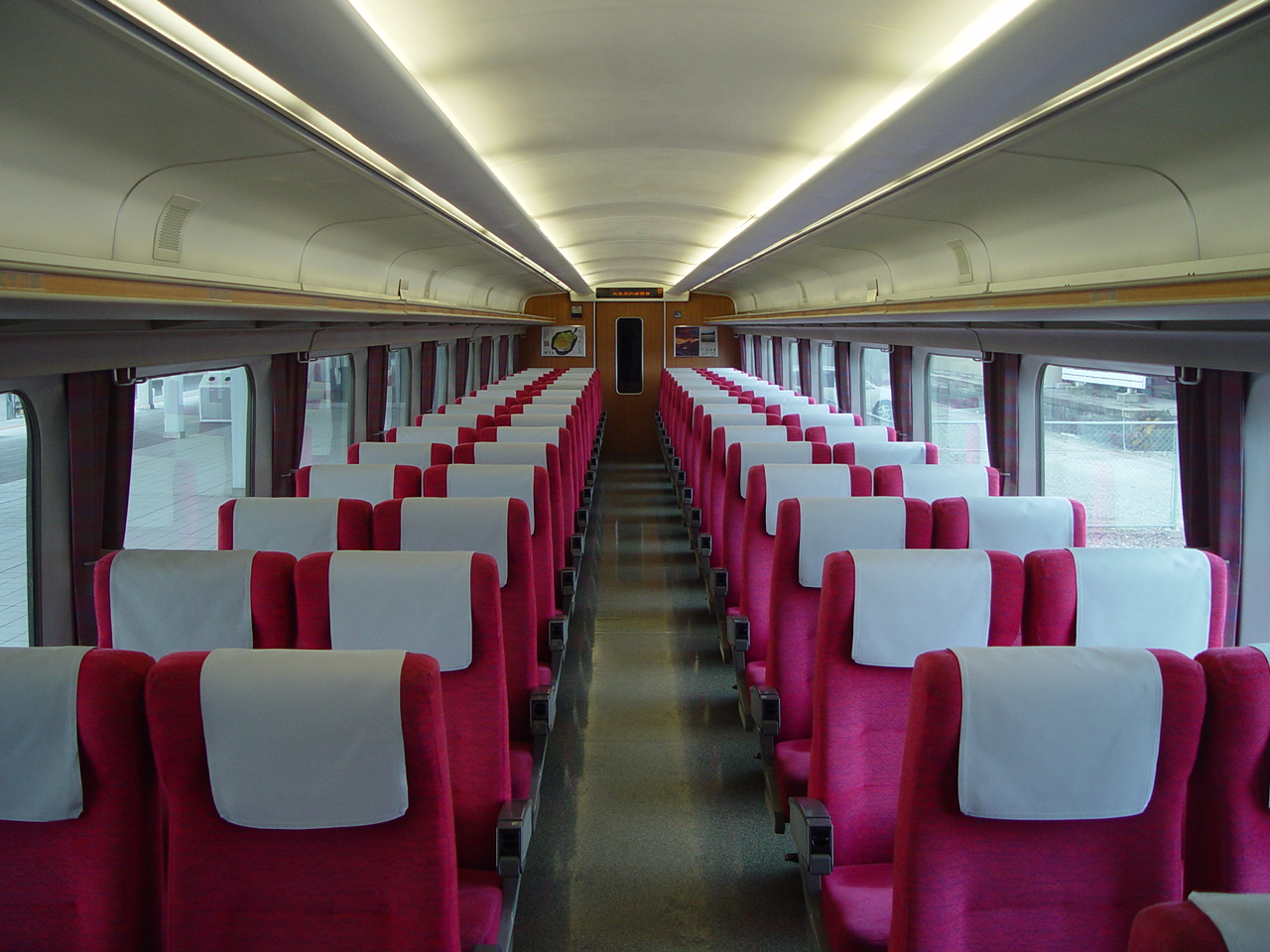
Felújított standard osztály
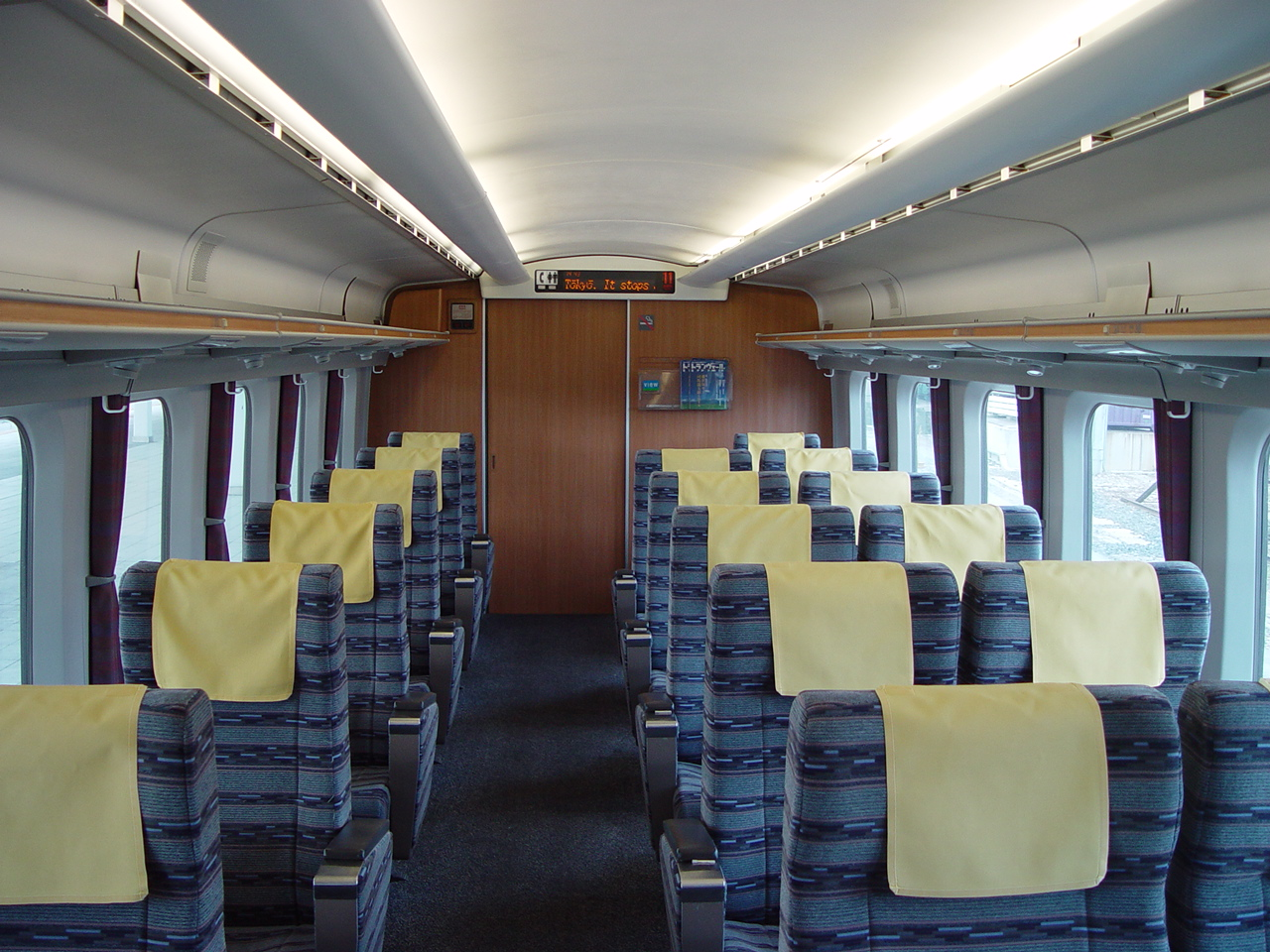
Felújított Green osztály